# Karakteristiek (wiskunde)
In de abstracte algebra is de karakteristiek van een ring {\displaystyle R} het kleinste aantal keren dat men in een som gebruik moet maken van het multiplicatieve neutrale element 1 om de additieve identiteit 0 te krijgen. Men zegt van de ring dat deze karakteristiek nul heeft, indien deze herhaalde som nooit de additieve identiteit bereikt.

## Definitie
Zij {\displaystyle R} een ring, die niet noodzakelijk commutatief is, met neutraal element {\displaystyle 1_{R}} voor de vermenigvuldiging. De karakteristiek van {\displaystyle R}, genoteerd {\displaystyle {\text{char}}(R)}, is het kleinste natuurlijke getal getal {\displaystyle n} zodanig dat
{\displaystyle {\begin{matrix}\underbrace {1_{R}+1_{R}+\ldots +1_{R}} &=&0_{R}\\n\ \mathrm {maal} \end{matrix}}}
als een dergelijk getal {\displaystyle n} bestaat, en anders 0.

## Voorbeelden
- De getallenverzamelingen {\displaystyle \mathbb {Z} }, {\displaystyle \mathbb {R} } en {\displaystyle \mathbb {C} } hebben karakteristiek 0. Zo ook de p-adische getallen.

- Als {\displaystyle R} een integriteitsgebied is, dat wil zeggen dat er geen elementen {\displaystyle a,b\in R\setminus \{0\}} bestaan met {\displaystyle a\cdot b=0}, dan is de karakteristiek 0 of een priemgetal. Dit geldt in het bijzonder als {\displaystyle R} een lichaam (Ned) / veld (Be) is.

- De gehele restklassen modulo {\displaystyle n} met {\displaystyle n=2,3,4,\ldots }, vormen een commutatieve ring met eenheid met karakteristiek {\displaystyle n}, genoteerd {\displaystyle \mathbb {Z} /n\mathbb {Z} }. Dit is een lichaam dan en slechts dan als {\displaystyle n} een priemgetal is.

- Als {\displaystyle R_{1}} en {\displaystyle R_{2}} ringen met eenheid zijn, en {\displaystyle R_{1}} is een deelring van {\displaystyle R_{2}}, met hetzelfde eenheidselement, dan hebben {\displaystyle R_{1}} en {\displaystyle R_{2}} dezelfde karakteristiek. Omgekeerd: {\displaystyle \mathbb {Z} } is een deelring van iedere ring met karakteristiek 0 en {\displaystyle \mathbb {Z} /n\mathbb {Z} } is een deelring van iedere ring met karakteristiek {\displaystyle n>1}.

- De enige ring met karakteristiek 1 is het singleton {\displaystyle \{0=1\}}.

## Andere definities
De karakteristiek is gelijk aan de exponent van de additieve groep van de ring, dat wil zeggen, de kleinste positieve {\displaystyle n} zodanig dat 
{\displaystyle \underbrace {a+\cdots +a} _{\text{n maal}}=0}
voor ieder element {\displaystyle a} van de ring. Deze definitie telt weer alleen als {\displaystyle n} bestaat, anders is de karakteristiek nul. Dit volgt uit de distributiviteit van de vermenigvuldiging ten opzichte van de optelling.
Andere equivalente definities nemen de karakteristiek als het natuurlijke getal {\displaystyle n} zodanig dat {\displaystyle n\mathbb {Z} } de kern van een ringhomomorfisme van {\displaystyle \mathbb {Z} } naar {\displaystyle R} is, zodanig dat {\displaystyle R} een deelring bevat, die isomorf met de factorring {\displaystyle \mathbb {Z} /n\mathbb {Z} } is en die de afbeelding van dat homomorfisme zou worden. De eisen van ringhomomorfismen zijn zodanig dat er slechts een homomorfisme van de ring van de gehele getallen naar enig andere ring kan zijn. {\displaystyle \mathbb {Z} } is in de categorietheorie het initiële object van de categorie van ringen. Men houdt ook hier aan dat een ring een multiplicatief identiteitselement heeft en dat ring-homomorfismen het eenheidselement op zichzelf afbeelden.